# Brenta Spire
Brenta Spire är ett berg i Kanada.   Det ligger i provinsen British Columbia, i den södra delen av landet, 3 100 km väster om huvudstaden Ottawa. Toppen på Brenta Spire är 2 674 meter över havet.
Terrängen runt Brenta Spire är huvudsakligen bergig, men den allra närmaste omgivningen är kuperad.Trakten runt Brenta Spire är nära nog obefolkad, med mindre än två invånare per kvadratkilometer.. Det finns inga samhällen i närheten. 
Trakten runt Brenta Spire består i huvudsak av gräsmarker.